# Éric de Moulins-Beaufort
Pour les articles homonymes, voir Beaufort et Moulins.
Éric de Moulins d'Amieu de Beaufort dit Éric de Moulins-Beaufort, né le 30 janvier 1962 à Landau in der Pfalz, est un évêque catholique français, évêque auxiliaire de Paris de 2008 à 2018.
Il est nommé archevêque de Reims le 18 août 2018 et est président de la Conférence des évêques de France de 2019 à 2025.

## Biographie
Il est le fils de Jean-Louis de Moulins (autorisé par décret du 18 septembre 1954 à ajouter à son nom celui d’Amieu de Beaufort,,) , général, et de Françoise Liénard. Il est le cousin germain du journaliste Xavier de Moulins.

### Formation
Après des études en sciences politiques à l'Institut d'études politiques de Paris et en sciences économiques à l'université Panthéon-Assas, Éric de Moulins-Beaufort entre à l'Institut d'études théologiques de Bruxelles en 1985 avant de poursuivre sa formation au séminaire français de Rome en 1990.

### Prêtre
Éric de Moulins-Beaufort est ordonné prêtre le 29 juin 1991 pour l'archidiocèse de Paris.
Il consacre la majeure partie de son ministère sacerdotal à la formation des futurs prêtres, comme directeur au séminaire de Paris et enseignant au studium du séminaire (devenu la faculté Notre-Dame de l'École cathédrale) de 1992 à 2000 et comme responsable de la Maison Saint-Roch du séminaire de Paris de 1997 à 2000.
En complément, il est aumônier du collège Montaigne de 1992 à 1993 et aumônier du lycée Louis-le-Grand l'année suivante.
En 2000, il est nommé curé de la paroisse Saint-Paul-Saint-Louis tout en enseignant toujours à la faculté Notre-Dame de l’École cathédrale.
Il exerce cette fonction pendant cinq ans avant d'être nommé secrétaire particulier de l’archevêque de Paris, André Vingt-Trois, conservant son ministère d'enseignement à la faculté Notre-Dame de l’École cathédrale.

### Évêque
Il est nommé évêque auxiliaire de Paris avec le titre d'évêque titulaire de Cresima le 21 mai 2008 par le pape Benoît XVI en même temps que Renauld de Dinechin.
Leur consécration épiscopale a lieu à Notre-Dame de Paris le 5 septembre 2008. Ils sont consacrés par le cardinal André Vingt-Trois, archevêque de Paris, assisté d'Éric Aumonier, évêque de Versailles, d'Olivier de Berranger, évêque de Saint-Denis, de Jean-Yves Riocreux, évêque de Pontoise, et de Pierre d'Ornellas, archevêque de Rennes et ancien évêque auxiliaire de Paris.

### Archevêque

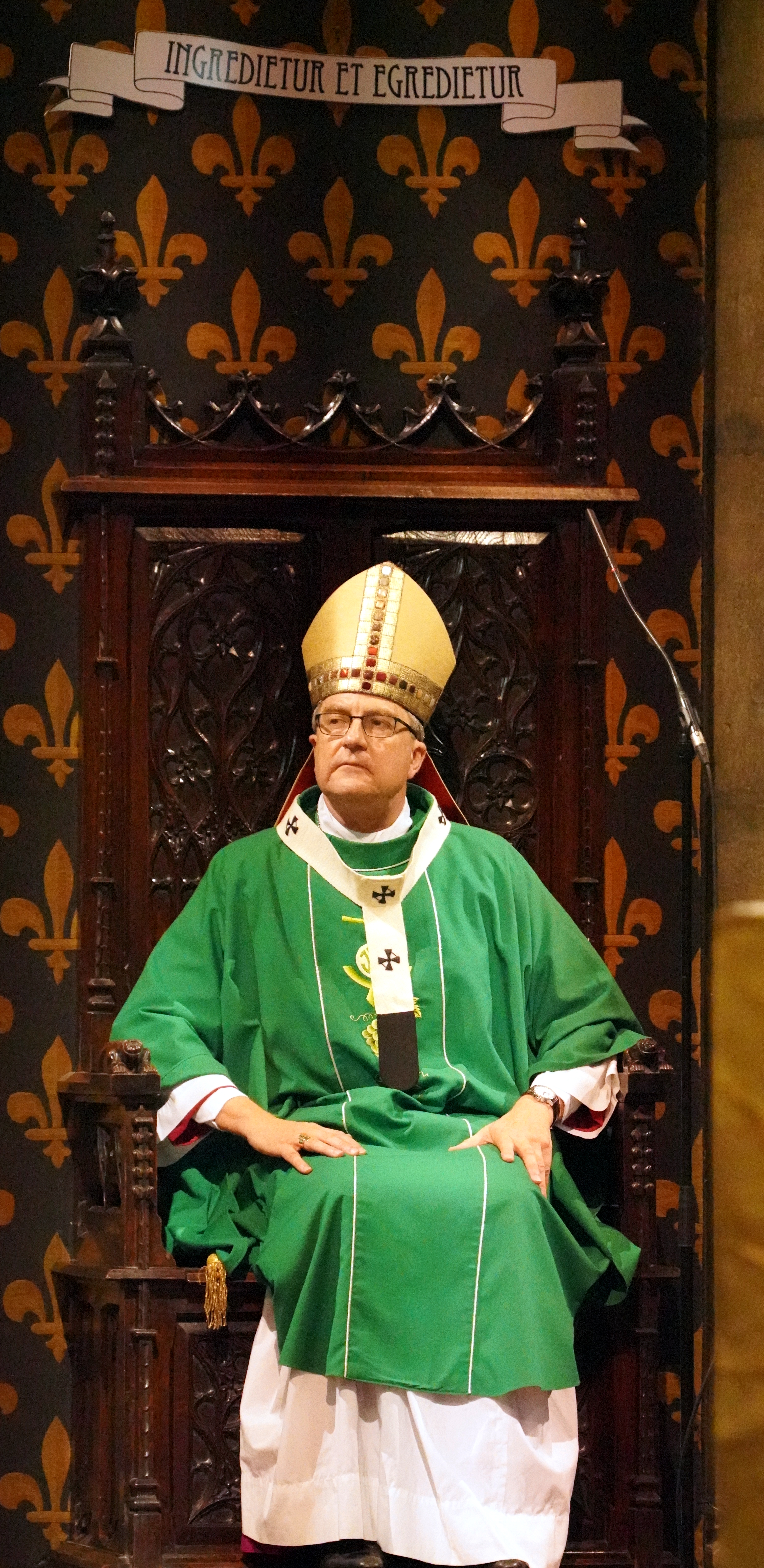
Sur sa cathèdre en 2022.

Le 18 août 2018, Éric de Moulins-Beaufort est nommé archevêque de Reims par le pape François. Il est installé le 28 octobre 2018 en la cathédrale de Reims. Il est élu président de la Conférence des évêques de France (CEF) le 3 avril 2019. À ce titre il devient aussi co-président du Conseil d'Églises chrétiennes en France. Son mandat est renouvelé en avril 2022.
Le 24 mars 2025, Éric de Moulins-Beaufort annonce la fin de ses fonctions à la tête de la CEF.

## Abus sexuels dans l'Église
Pour un article plus général, voir Abus sexuels sur mineurs dans l'Église catholique en France.
En 2019, alors qu'il est élu à la tête de la Conférence des évêques de France, il hérite du dossier du rapport Sauvé, commandité par son prédécesseur, Georges Pontier, dont il reçoit les résultats. Lorsque la méthodologie et les résultats du rapport sont remis en question par une partie de l'Académie catholique de France, il démissionne de cette académie. 
Le 6 octobre 2021, toujours à la suite de la publication du rapport Sauvé, il s'oppose publiquement à l'obligation légale de signalement des violences sexuelles dont la connaissance vient de la confession, estimant que « le secret de la confession est plus fort que les lois de la République », et provoque l'opposition de plusieurs représentants politiques.
Il est alors invité par Gérald Darmanin, ministre de l'Intérieur, à la demande du président Emmanuel Macron, « pour que les choses soient claires »,, à une rencontre le 12 octobre 2021.
Le 6 décembre 2021, Éric de Moulins-Beaufort reçoit des mains de Gérald Darmanin la Légion d'honneur. Le ministre a salué « le courage et la détermination » d'Éric de Moulins-Beaufort, un homme « de conviction et de dialogue », « face aux difficultés qu’a rencontrées l’Église concernant les actes de pédophilie »,.
En novembre 2022, lors de la CEF marquée par la question des abus sexuels dans l’Église, un an après le rapport Sauvé et la récente révélation des abus sexuels de l'évêque Michel Santier, Éric de Moulins-Beaufort annonce qu'actuellement onze affaires d'abus concernant des évêques relèvent de la justice civile ou de la justice de l'Église. Il cite notamment le cardinal Jean-Pierre Ricard, qui vient d'avouer un abus sur une mineure de 14 ans quand il était curé à Marseille. Éric de Moulins-Beaufort demande que ceux qui « parmi nous (…) se sont rendus coupables d’actes de ce genre le fassent connaître d’eux-mêmes ».

## Décoration
- Chevalier de la Légion d'honneur (décret du 13 juillet 2021)[28]

## Publications

### Livres
- Anthropologie et mystique selon Henri de Lubac : « l'esprit de l'homme », ou la présence de Dieu en l'homme, Paris, Éditions du Cerf, coll. « Études lubacienne » (no 3), 2003, 936 p.
- L'Église face à ses défis, Paris, CLD, 2019, 175 p. (ISBN 9782854436013).
- « Le matin, sème ton grain » : lettre en réponse à l'invitation du président de la République, Montrouge-Paris, Bayard-Mame-Éditions du Cerf, coll. « Documents d'Église », 2020, 64 p. (ISBN 9782204142021)[29],[30].

### Ouvrages en collaboration
- Conférence des évêques de France, Service national pour les relations avec le judaïsme, Déconstruire l'antijudaïsme chrétien, éditions du Cerf, juin 2023, 160 pages, avec la collaboration de Haïm Korsia, grand rabbin de France, présentation en ligne sur le site de l'Église catholique en France
- Sur Parole ! L’Évêque et l’Avocat, avec la collaboration de Bertrand Perier, avocat au Barreau de Paris. Publié en 2024 aux Editions Salvator[31].

### Articles
Éric de Moulins-Beaufort est membre du conseil éditorial de la Nouvelle Revue théologique et de l’association Communio. Il publie des articles dans ces revues ainsi que dans la Revue théologique des Bernardins.